# Българо-унгарска война (1232 – 1233)
Българо-унгарската война от 1232 – 1233 г. е военен конфликт между Второто българско царство и Кралство Унгария за контрола на областите на Срем, Белград и Браничево и отвъддунавските български владения на Северин.
През 1232 г. унгарски войски, командвани от престолонаследника на унгарския трон Бела IV предприемат поход срещу северозападните земи на българското царство като превземат Белград, Браничево и Северин и подлагат Видин на обсада. В отговор на маджарските действия Иван Асен II изпраща севастократор Александър Асен с неизвестен брой войска от българи и кумани, които успяват да спрат унгарското настъпление и да възвърнат окупираните територии от унгарците. В крайна сметка няма териториални промени между двете държави. Не е известно дали българският цар и унгарския крал стигат до споразумение но се знае че военните действия спират.